# Россия поднимается с колен
Россия поднимается с колен — выражение, получившее свою известность после использования Борисом Ельциным в речи при вступлении в должность Президента РСФСР в 1991 году в качестве символа вновь обретения Россией своей государственности. Также использовалось в текстах песен Игоря Талькова «Мы жестокого времени дети…», Егора Летова «Родина», в предвыборной агитации Виктора Алксниса, Владимира Жириновского 90-х годов.
Владимир Путин в 1999 году заявил: «Россия может подняться с колен и как следует огреть». Широкую известность это выражение получило после мюнхенской речи Владимира Путина в 2007 году в качестве символа политики имперского реванша.
Автор выражения — Марк Любомудров.
Историк Дмитрий Фурман отмечает, что выражение «подъём России с колен» является метафорическим описанием проявления активности, глобализма, конфронтации с Западом и стремления к лидерству России в эпоху имитационной демократии в духе исторической традиции.
Писатель Алексей Иванов отмечает, что для профессиональных экономистов выражение «подъём России с колен»  означает комплексный рост экономики, для плебса — возрастание роли России в мировой политике.